# Sineugraphe melanostigma
Sineugraphe melanostigma là một loài bướm đêm trong họ Noctuidae.